# Bundestagswahlkreis Glauchau – Rochlitz – Hohenstein-Ernstthal – Hainichen
Der Bundestagswahlkreis Glauchau – Rochlitz – Hohenstein-Ernstthal – Hainichen war von 1990 bis 2002 ein Wahlkreis in Sachsen. Er besaß die Nummer 322 und umfasste die Landkreise Glauchau, Rochlitz, Hohenstein-Ernstthal und Hainichen. Im Rahmen der Wahlkreisreform von 2002, bei der die Anzahl der Wahlkreise in Sachsen von 21 auf 17 reduziert wurde, wurde das Gebiet des Wahlkreises auf die Wahlkreise Chemnitzer Land – Stollberg und Döbeln – Mittweida – Meißen II aufgeteilt.
Die letzte direkt gewählte Wahlkreisabgeordnete war Simone Violka (SPD).

## Bundestagswahl 1998
| Kandidaten                     | Kandidaten                 | Parteien/Listen     | Erststimmen | Erststimmen | Zweitstimmen | Zweitstimmen |
| Kandidaten                     | Kandidaten                 | Parteien/Listen     | Stimmen     | %           | Stimmen      | %            |
| ------------------------------ | -------------------------- | ------------------- | ----------- | ----------- | ------------ | ------------ |
|                                | Gottfried Tröger           | CDU                 | 52.051      | 35,8        | 45.244       | 31,0         |
|                                | Simone Violkagewählt im WK | SPD                 | 53.315      | 36,7        | 46.570       | 31,9         |
|                                | Kurt Härtel                | F.D.P.              | 5.872       | 4,0         | 5.680        | 3,9          |
|                                | Torsten Bachmann           | PDS                 | 25.291      | 17,4        | 27.613       | 18,9         |
|                                | −                          | GRÜNE               | –           | –           | 5.455        | 3,7          |
|                                | Reinhard Bönisch           | REP                 | 6.042       | 4,2         | 3.614        | 2,5          |
|                                | –                          | ödp                 | –           | –           | 122          | 0,1          |
|                                | –                          | GRAUE               | –           | –           | 523          | 0,4          |
|                                | −                          | PBC                 | –           | –           | 429          | 0,3          |
|                                | –                          | Pro DM              | –           | –           | 4.158        | 2,8          |
|                                | −                          | NPD                 | –           | –           | 1.137        | 0,8          |
|                                | Karl Jachow                | BFB – Die Offensive | 2.858       | 2,0         | 1.052        | 0,7          |
|                                | –                          | DVU                 | –           | –           | 3.639        | 2,5          |
|                                | –                          | Chance 2000         | –           | –           | 301          | 0,2          |
| Gesamt                         | Gesamt                     | Gesamt              | 145.429     | 100         | 145.953      | 100          |
|                                |                            |                     |             |             |              |              |
| Ungültige Stimmen              | Ungültige Stimmen          | Ungültige Stimmen   | 3.230       | 2,2         | 2.706        | 1,8          |
| Wähler                         | Wähler                     | Wähler              | 148.659     | 82,9        | 148.659      | 82,9         |
| Wahlberechtigte                | Wahlberechtigte            | Wahlberechtigte     | 179.377     |             | 179.377      |              |
|                                |                            |                     |             |             |              |              |
| Quellen: Der Bundeswahlleiter, |                            |                     |             |             |              |              |

## Bundestagswahl 1994
| Kandidaten                     | Kandidaten                    | Parteien/Listen   | Erststimmen | Erststimmen | Zweitstimmen | Zweitstimmen |
| Kandidaten                     | Kandidaten                    | Parteien/Listen   | Stimmen     | %           | Stimmen      | %            |
| ------------------------------ | ----------------------------- | ----------------- | ----------- | ----------- | ------------ | ------------ |
|                                | Gottfried Trögergewählt im WK | CDU               | 65.978      | 51,9        | 62.510       | 48,9         |
|                                | −                             | SPD               | 39.448      | 31,0        | 35.766       | 28,0         |
|                                | −                             | PDS               | 17.113      | 13,5        | 16.761       | 13,1         |
|                                | −                             | Grüne             | –           | –           | 5.055        | 4,0          |
|                                | −                             | FDP               | 4.616       | 3,6         | 5.078        | 4,0          |
|                                | −                             | Graue             | –           | –           | 522          | 0,4          |
|                                | −                             | REP               | –           | –           | 1.575        | 1,2          |
|                                | −                             | MLPD              | –           | –           | 35           | 0,0          |
|                                | −                             | ÖDP               | –           | –           | 186          | 0,1          |
|                                | −                             | PBC               | –           | –           | 400          | 0,3          |
| Gesamt                         | Gesamt                        | Gesamt            | 127.155     | 100         | 127.888      | 100          |
|                                |                               |                   |             |             |              |              |
| Ungültige Stimmen              | Ungültige Stimmen             | Ungültige Stimmen | 2.105       | 1,6         | 1.372        | 1,1          |
| Wähler                         | Wähler                        | Wähler            | 129.260     | 73,2        | 129.260      | 73,2         |
| Wahlberechtigte                | Wahlberechtigte               | Wahlberechtigte   | 176.608     |             | 176.608      |              |
|                                |                               |                   |             |             |              |              |
| Quellen: Der Bundeswahlleiter, |                               |                   |             |             |              |              |

## Bundestagswahl 1990
| Kandidaten                  | Kandidaten                                       | Parteien/Listen   | Erststimmen | Erststimmen | Zweitstimmen | Zweitstimmen |
| Kandidaten                  | Kandidaten                                       | Parteien/Listen   | Stimmen     | %           | Stimmen      | %            |
| --------------------------- | ------------------------------------------------ | ----------------- | ----------- | ----------- | ------------ | ------------ |
|                             | Joachim Graf von Schönburg-Glauchaugewählt im WK | CDU               | 71.341      | 50,1        | 73.068       | 51,0         |
|                             | Bernd Gersdorf                                   | SPD               | 27.380      | 19,2        | 27.699       | 19,3         |
|                             | Ulrich Große                                     | F.D.P.            | 17.698      | 12,4        | 20.434       | 14,3         |
|                             | Klaus Rasche                                     | GRÜNE             | 11.138      | 7,8         | 6.197        | 4,3          |
|                             | –                                                | REP               | –           | –           | 1.798        | 1,3          |
|                             | –                                                | NPD               | –           | –           | 466          | 0,3          |
|                             | –                                                | ÖDP               | –           | –           | 189          | 0,1          |
|                             | Sabine Landgraf                                  | DSU               | 5.303       | 3,7         | 2.719        | 1,9          |
|                             | Rudolf Hennig                                    | PDS               | 9.580       | 6,7         | 9.019        | 6,3          |
|                             | –                                                | DIE GRAUEN        | –           | –           | 872          | 0,6          |
|                             | –                                                | BSA               | –           | –           | 31           | 0,0          |
|                             | −                                                | LIGA              | –           | –           | 588          | 0,4          |
|                             | –                                                | KPD               | –           | –           | 76           | 0,1          |
|                             | –                                                | Patrioten         | –           | –           | 13           | 0,0          |
|                             | –                                                | SpAD              | –           | –           | 28           | 0,0          |
|                             | –                                                | VAA               | –           | –           | 105          | 0,1          |
| Gesamt                      | Gesamt                                           | Gesamt            | 142.440     | 100         | 143.302      | 100          |
|                             |                                                  |                   |             |             |              |              |
| Ungültige Stimmen           | Ungültige Stimmen                                | Ungültige Stimmen | 3.316       | 2,3         | 2.454        | 1,7          |
| Wähler                      | Wähler                                           | Wähler            | 145.756     | 79,6        | 145.756      | 79,6         |
| Wahlberechtigte             | Wahlberechtigte                                  | Wahlberechtigte   | 183.074     |             | 183.074      |              |
|                             |                                                  |                   |             |             |              |              |
| Quellen: Statistik Sachsen, |                                                  |                   |             |             |              |              |

## Wahlkreissieger
| Wahl | Name                                | Partei | Erststimmen |
| ---- | ----------------------------------- | ------ | ----------- |
| 1998 | Simone Violka                       | SPD    | 36,7 %      |
| 1994 | Gottfried Tröger                    | CDU    | 51,9 %      |
| 1990 | Joachim Graf von Schönburg-Glauchau | CDU    | 50,1 %      |